# Križni kvadrat
Križni kvadrat, križiščni kvadrat ali križišče v cerkveni arhitekturi je stičišče štirih krakov: ladje in transeptov ter prezbiterija cerkve.
V tipično orientirani cerkvi (zlasti v romanskem in gotskem slogu) križni kvadrat ustvarijo ladja od zahoda, kraka transepta na severu in jugu ter prvi del prezbiterija na vzhodu.
Križni kvadrat je včasih osnova za cerkveni stolp ali kupolo. Velik križni stolp je še posebej pogost na angleških gotskih stolnicah. Z renesanso je postala priljubljena gradnja kupole nad križiščem. Ker je križišče odprto na štirih straneh, teža stolpa ali kupole močno počiva na vogalih; stabilna konstrukcija je tako zahtevala veliko spretnosti stavbenikov. V preteklih stoletjih ni bilo redko, da so se taki stolpi zrušili. Cerkovnika, angleškega arhitekta Alana Walsinghamskega, ki je zgradil med letoma 1322 in 1328, po porušitvi križišča v stolnici v Elyju 22. februarja 1322 oktagon, je arhitekturni zgodovinar Nikolaus Pevsner označil kot »največji individualni dosežek arhitekturnega genija v stolnici Ely«.
Stolp nad križiščem lahko imenujemo lanterni stolp, če ima odprtine, skozi katere lahko sije zunanja svetloba do križnega kvadrata.
V zgodnjesrednjeveških cerkvah se je križni kvadrat pogosto uporabljal kot modul ali merska enota. Ladja in transept bi imela dolžino, ki je bila določena z večkratnikom dolžine križišča.
Izraz se občasno uporablja tudi za posvetne stavbe križnega tlorisa.

## Galerija
- Križišče in stolp z lanterno, stolnica v Rouenu
- Križni kvadrat s kupolo, Firenška stolnica
- Stolp nad križiščem, Canterburyjska stolnica
- Strešni jezdec, Notre-Dame de Paris
- Križiščni stolp, Basilica sv. Sernina, Toulouse
- Tloris bazilike sv. Sernina, Toulouse, prikazuje lego slopov, ki podpirajo stolp.